# روبرتو فریل
روبرتو فریل (اسپانیایی: Roberto Fraile‎; زادهٔ
۱۹۷۴ - درگذشت ۲۷ آوریل ۲۰۲۱) روزنامه‌نگار و فیلم‌بردار صحنه اهل اسپانیا بود.
 او مستندهایی در کلمبیا، برزیل و سوریه ساخته بود.
 در ۲۶ آوریل ۲۰۲۱، همراه با روزنامه‌نگار اسپانیایی هنگام فیلمبرداری مستندی دربارهٔ شکار غیرقانونی در پاناما کشته شد.